# مک آرتور (آرکانزاس)
مک آرتور (به انگلیسی: McArthur) یک منطقهٔ مسکونی در ایالات متحده آمریکا است که در شهرستان دشا، آرکانزاس واقع شده‌است. مک آرتور ۴۵ متر بالاتر از سطح دریا واقع شده‌است.